# Kairos (novela)
Kairos es el nombre de la novela publicada en el año 2021 en Alemania, escrita por la autora Jenny Erpenbeck, nacida en ese país. Al año siguiente de su publicación recibió el Premio Uwe Johnson.  La traducción al inglés corrió a cargo de Michael Hofmann y fue publicada en los EE. UU. por New Directions y en el Reino Unido por Granta Books. Fue preseleccionada para el Premio Nacional del Libro de los EE. UU. de Literatura Traducida en 2023  y ganó el Premio Booker Internacional en 2024.  
La trama pareciera inocua si se considera que describe los amores de una pareja con una notoria diferencia de edad y los consecuentes intereses de cada uno. La historia se desarrolla en el contexto del colapso de la RDA, con los dos amantes aparentemente encarnando el idealismo aplastado de Alemania del Este. 
La presidente del jurado, Eleanor Wachtel, comentó al respecto de la elección de este año que "En una prosa luminosa, se expone la complejidad de una relación entre una joven estudiante y un escritor mucho mayor, rastreando las tensiones y reveses diarios que marcan su intimidad, permaneciendo cerca de los apartamentos, cafés y calles de la ciudad, lugares de trabajo y comidas de Berlín Oriental. Comienza con amor y pasión, pero se trata también del poder, el arte y la cultura. El ensimismamiento de los amantes, su descenso a un vórtice destructivo, permanece conectado con la historia más amplia de Alemania Oriental durante este período, a menudo encontrándose con la historia en ángulos poco habituales". 
La autora compartió en el sitio oficial de los premios Booker que "Es una historia privada de un gran amor y su agotamiento, pero también es un relato de la disolución de todo un sistema político. En pocas palabras: ¿cómo puede algo que parece estar bien al principio convertirse en algo equivocado?" 
Ella es la primera escritora de esta nacionalidad en ganar el Premio Booker en su versión Internacional.  Este premio se otorga de manera conjunta al autor y al traductor de la mejor obra de ficción traducida al inglés y publicada en el Reino Unido o Irlanda. Michael Hofmann es el primer traductor masculino en recibir este premio. 